# Lernbo
Lernbo är en by som ligger i Smedjebackens kommun vid sjön Leran och riksväg 66 mellan Smedjebacken och Ludvika i södra Dalarna. SCB har för bebyggelsen i orten västra och centrala del avgränsat en småort namnsatt till Västra Lernbo. 
Flogbergets gruva är idag utmärkt på kartan som den lokala turistattraktionen. Det är en gammal gruva som lades ned redan 1918 och det finns fortfarande spår efter gruvbrytning med tillmakningsmetoden.
Här finns ett av Sveriges äldsta vattenkraftverk som fortfarande är i drift. Lernbo kraftstation byggdes 1899 efter ritningar av arkitekt Sigge Cronstedt och automatiserades i slutet av 1960-talet. Kraftverket är av ovanjordstyp och vattnet leds fram till det i stora tuber. Dessa var från början gjorda i trä men byttes ut mot plåt för att återigen återställas till trä. 2009 gjordes en större renovering och bland annat turbinhallen byggdes om i samband med turbinbytena. Idag kan kraftverket producera 28 GWh enligt VB Energi .